# /Film
/Film, también escrito Slashfilm, es un blog que cubre noticias, reseñas, entrevistas y avances de películas. Fue fundado por Peter Sciretta en agosto de 2005.

## Pódcasts
Se han publicado seis pódcasts en el sitio. The /Filmcast, presentado por David Chen, Devindra Hardawar y Jeff Cannata, se transmite semanalmente y se enfoca en una discusión sobre una película estrenada recientemente, junto con noticias cinematográficas actuales y otros temas de entretenimiento relacionados (Adam Quigley copresentó el programa con Chen y Hardawar de 2008 a 2013). En julio de 2021, el programa se independizó del sitio y pasó a llamarse The Filmcast. The Tobolowsky Files, presentado por Chen, presenta al actor Stephen Tobolowsky hablando sobre su carrera, vida y otros temas. JustifiedCast, también presentado por Chen, siguió la temporada 3 de la serie de televisión Justified. A Cast of Kings es un pódcast presentado por Chen y Joanna Robinson de Vanity Fair en el que discuten y analizan cada episodio de Game of Thrones. The Ones Who Knock es el otro pódcast de Chen y Robinson, donde diseccionan cada episodio de Breaking Bad. /Film Daily es presentado por Peter Sciretta y un elenco rotativo de escritores de /Film, donde discuten las noticias cinematográficas del día.

## Premios y nominaciones
- /Film ganó el premio Movie Blog de Total Film en la categoría Majors.[2]
- La revista Time nombró a /Film como uno de los 25 mejores blogs de 2009.[3]
- Attack of the Show! de G4 lo incluyó como uno de los mejores blogs de películas.[4]
- PCMag incluyó el sitio en sus mejores sitios web para aficionados al cine.[5]
- /Film ganó el premio Performancing Blog al «Mejor blog de entretenimiento de 2007».[6]
- El sitio fue nominado y finalista de Mejor blog importante en los Premios Weblog 2008.[7]
- Fue nominado a «Mejor blog de entretenimiento» en los Bloggies de 2008.[8]